# All-Star Game da NBA de 2014
O All Star Game da NBA de 2014 foi um jogo de exibição de basquetebol que aconteceu em 16 de Fevereiro de 2014 na New Orleans Arena em New Orleans, Louisiana, casa do New Orleans Pelicans. Esse jogo foi o 63ª edição do NBA All-Star Game e foi disputado durante a temporada de 2013-14 da NBA. A equipe, quando ainda se chamava Hornets, ganhou o direito de sediar o All-Star Game em um anúncio do comissário David Stern em 16 de Abril, 2012. Essa foi a segunda vez que New Orleans sediou o All-Star Game. A cidade anteriormente sediou o evento em 2008 na New Orleans Arena.